# Somlói galuska
Le somlói galuska est une pâtisserie hongroise. Il se présente sous la forme d'un gâteau composé de plusieurs couches de génoise, garni de confiture et de raisins secs, accompagné de crème à la vanille et d'un coulis de chocolat. Il est une création du restaurant Gundel dans les années 1950 ; cependant, la maison Gerbeaud peut également revendiquer une certaine responsabilité puisque le maître d'hôtel qui en a eu l'idée et le chef pâtissier qui l'a réalisé y avaient tous deux longtemps travaillé.